# Piotr Rerutko
Piotr Jan Rerutko (ur. 2 listopada 1885 w Zabierzowie Bocheńskim) – kapitan administracji Wojska Polskiego.

## Życiorys
Urodził się 2 listopada 1885 w Zabierzowie Bocheńskim. Kształcił się w C. K. Gimnazjum w Bochni, gdzie w 1908 ukończył VIII klasę i zdał egzamin dojrzałości.
Został zatrudniony w Izbie Obrachunkowej Miejskiej w Krakowie, gdzie pracował jako pomocnik kancelaryjny, po czym 15 listopada 1911 został mianowany praktykantem. Został urzędnikiem w magistracie miasta Krakowa.
Po wybuchu I wojny światowej przystąpił do organizowanych oddziałów wraz z gronem druhów krakowskiego gniazda Polskiego Towarzystwa Gimnastycznego „Sokół”. 12 sierpnia 1914 wstąpił do Legionów Polskich. Został żołnierzem 10 kompanii w III batalionie 3 pułku piechoty w składzie III Brygady. W szeregach tego pułku okresie od 9 października 1914 do 18 czerwca 1915 uczestniczył w kampaniach karpackiej i besarabskiej. W 1917 był przydzielony do służby w Inspektoracie Werbunkowym do Wojska Polskiego w Łukowie. Później został superabitrowany w Krakowie.
Po odzyskaniu przez Polskę niepodległości został przyjęty do Wojska Polskiego. 6 listopada 1919 został mianowany na stopień podporucznika prowiantowanego z dniem 1 grudnia 1919. Był wówczas żołnierzem w Okręgowym Urzędzie Gospodarczym Warszawa-Powązki. Został awansowany na stopień kapitana w korpusie oficerów administracji dział gospodarczy. W 1923, 1924 służył w Okręgowym Zakładzie Gospodarczym V (następnie 5) w Krakowie. W 1928 był oficerem Rejonowego Zakładu Żywnościowego Kraków. Potem został przeniesiony w stan spoczynku. W 1934 jako emerytowany kapitan administracji pozostawał w ewidencji Powiatowej Komendy Uzupełnień Kraków Miasto.
W marcu 1925 został wybrany wiceprezesem Klubu Sportowego „Urania” Kraków.

## Odznaczenia
- Krzyż Niepodległości (17 marca 1938, za pracę w dziele odzyskania niepodległości)[13]
- Krzyż Walecznych (przed 1923)[9]
- Krzyż Wojskowy Karola (1917)[5]